# Attaliden
De naam Attaliden geeft men aan een geslacht van koningen dat over het Rijk van Pergamon regeerde van 283 tot 133 v.Chr.. De stad Pergamon werd dankzij de rijkdom en kunstzin der Attalidenvorsten een centrum van hellenistische cultuur, en een van de fraaiste steden van de oude wereld, met een rijkdom aan monumentale tempels, fonteinen, gymnasia en andere bouwwerken (onder meer een befaamde bibliotheek). 
De dynastie werd gesticht door Attalus Philetaerus (Grieks Ατταλος Φιλεταιρος), die regeerde van 283 tot 263 v.Chr. Zijn opvolgers waren:
1. Eumenes I (263 – 241 v.Chr.) bijgenaamd Soter; hij was de neef (en adoptiefzoon) van Attalus Philetaerus
2. Attalus I (241 – 197 v.Chr.); hij was de neef van Eumenes I
3. Eumenes II (197 – 159 v.Chr.); hij was de oudste zoon van Attalus I
4. Attalus II (159 – 138 v.Chr.); bijgenaamd Philadelphus; hij was de broer van Eumenes II
5. Attalus III (138 – 133 v.Chr.); bijgenaamd Philometor en Euergetes; hij was de zoon van Eumenes II